# Kryddkarlbergare
Kryddkarlbergare (Coleus amboinicus
), även kallad kubansk oregano eller mexikansk oregano, är en kransblommig växtart som först beskrevs av João de Loureiro. Inga underarter finns listade i Catalogue of Life.

## Utbredning
Kryddkarlbergaren härstammar från södra Afrika, från Kenya i norr till Angola i väster, Moçambique i öster och Sydafrika i söder. Där återfinns den på låg höjd i bland annat skogar och klippiga sluttningar. Från Afrika fördes den med handelsresande till Asien, där den har etablerat sig på Arabiska halvön och i Indien. Den odlas även i stora delar av världen, både som kryddväxt och som krukväxt.

## Användning
Kryddkarlbergarens blad är starkt aromatiska, och används i matlagning och som medicinalväxt.